# Parc Nacional de Khao Yai

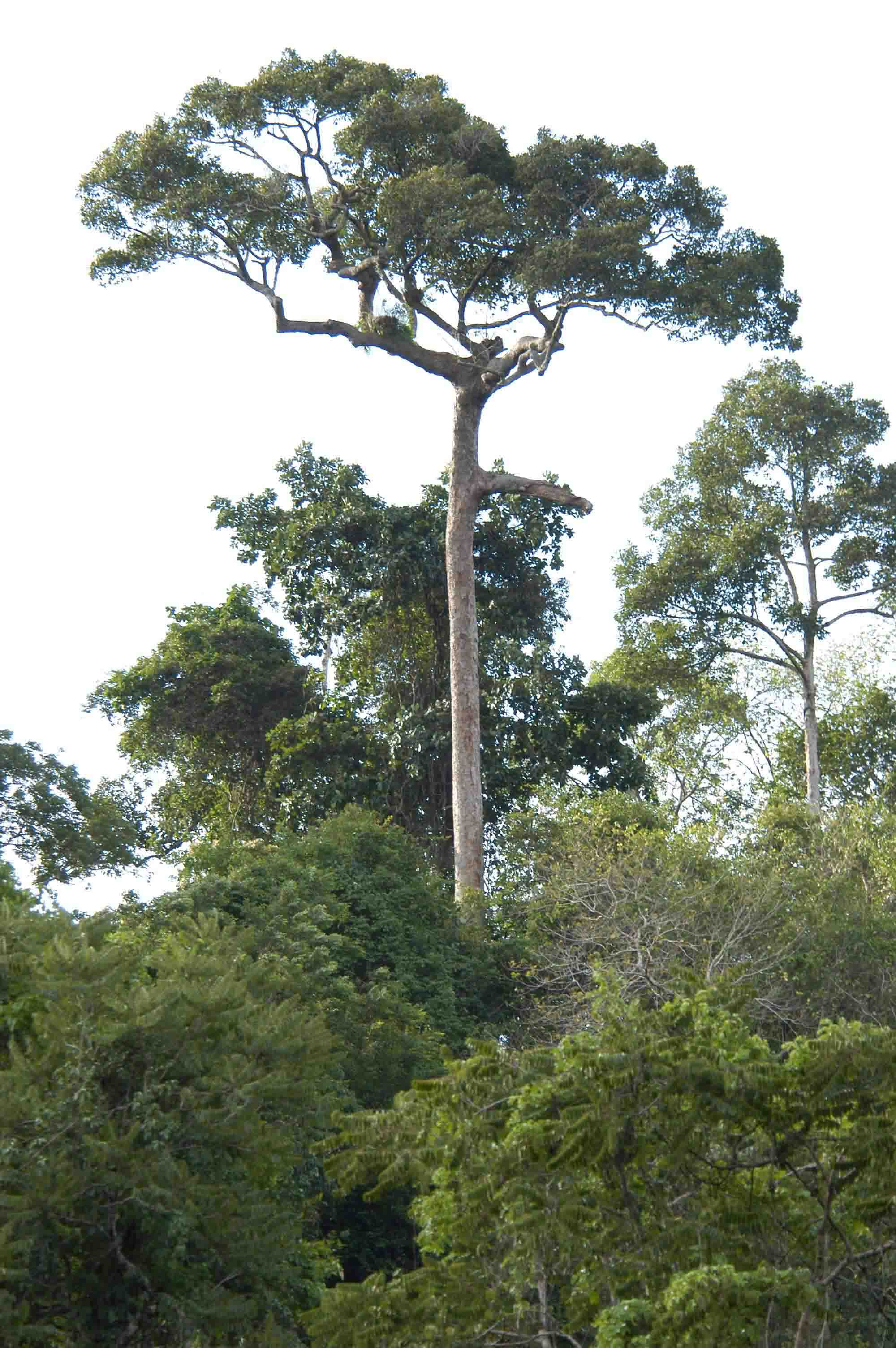
Arbre creixent sobre del dosser del bosc de Khao Yai

El Parc Nacional de Khao Yai (en tailandès, เขาใหญ่) és un parc nacional del nord-est de Tailàndia. Està majoritàriament a la província de Nakhon Ratchasima, però també inclou parts de les províncies de Saraburi, de Prachinburi i de Nakhon Nayok. És el primer parc nacional del país, fundat el 18 de setembre de 1962. El gran impulsor de la seva creació va ser Boonsong Lekakul, un dels conservacionistes més famosos del segle xx a Tailàndia.
Aquest complex forestal s'estén al llarg de 230 km, en direcció est-oest, des del Parc Nacional de Ta Phraya, situat no lluny de la frontera amb Cambodja, fins al Parc Nacional de Khao Yai. Alberga més de 800 espècies animals, entre les quals s'expliquen 112 de mamífers (amb dues classes de gibones), 392 d'aus i 200 de rèptils i amfibis, i revesteix una gran importància per a la conservació d'algunes que es troben amenaçades a nivell mundial. Entre aquestes últimes hi ha una en perill crític d'extinció, quatre amenaçades i dinou vulnerables. El complex forestal posseeix un abundant nombre d'ecosistemes importants de bosc tropical susceptibles d'oferir un hàbitat viable per a la supervivència d'aquestes espècies animals a llarg termini.
És el segon parc més gran de Tailàndia. Cobreix una àrea de 2.168 quilòmetres quadrats, incloent els boscos perennes i les prades. La seva altitud sobre el nivell del mar és de 400 a 1000 m. Hi ha 3.000 espècies de plantes, 320 espècies d'aus i 67 espècie de mamífers, incloent l'os negre asiàtic, l'elefant asiàtic, el gaur, el tigre, el gibó, el sambar, el muntjac, el dole, i el porc salvatge. Tot i que l'evidència de la presència del tigre no ha estat registrada recentment, la vigilància per la Fundació Freeland en col·laboració amb Departament de guardaboscos del parc Nacional ha descobert tigres (la subespècie tigre d'Indoxina) en altres parts de l'est de Tailàndia, on prèviament es creia que estaven completament extingits.
Les seves cascades inclou la Heo Narok de 80 metres i la Haeo Suwat que es va fer famosa en la pel·lícula La platja.

## Història
Cap a l'any 1922 algunes persones dels pobles Ban Tha Dan i Ban Tha Chai van construir un assentament dins el bosc a les muntanyes Sankamphaeng. Fins a 30 famílies conreaven la terra. L'àrea va ser reconeguda oficialment pel govern i es va classificar com a Tambon Khao Yai.
No obstant això, a causa de esser un lloc remot i allunyat de les autoritats, es va convertir en un refugi per als delinqüents i fugitius. Després d'un intent de capturar els sospitosos a la zona, l'any 1932 els vilatans van ser reubicats en les planes al voltant d'un 30 km i l'àrea de Tambon va ser cancel·lada.
El 1959, el primer ministre, el mariscal de camp Sarit Thanarat, va instruir al Ministeri d'Agricultura i el Ministeri de l'Interior per crear un procés mitjançant el qual es podrien establir parcs nacionals.

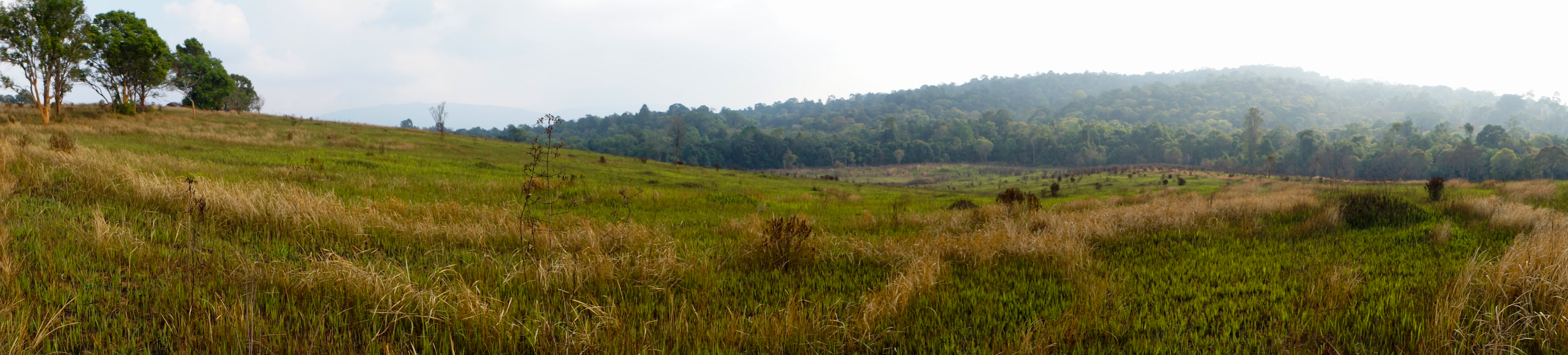
Pastures a Nong Pak Chee

El Parc Nacional d'Khao Yai es va establir el 18 de setembre de 1962, declarat per la proclamació real en el Butlletí Oficial de l'Estat (Llibre 79, Secció 89) com el primer parc nacional a Tailàndia. Un paper important en la seva creació va ser per Boonsong Lekagul, un dels més famosos conservacionistes de Tailàndia del segle xx. Va ser anomenat com l'àrea (tambon) desapareguda, Khao Yai.
L'any 1984 es va fer al parc un ASEAN Heritage Park(Associació de Nacions del Sud-est Asiàtic (ASEAN), i el 14 de juliol de 2005 el parc, juntament amb altres parcs de la mateixa gamma i el parc de les Muntanyes de Dong Phayayen situat més al nord, va ser proclamat com Patrimoni de la Humanitat sota el nom de "Dong Phayayen-Khao Yai Forest Complex"(Conjunt forestal de Dong Phayayen i Khao Yai). Com les terres adjacents al parc nacional s'estan convertint cada vegada en hotels de luxe més desenvolupats i camps de golf per als visitants de cap de setmana de Bangkok, l'adquisició de terrenys per a futurs esforços de conservació de la vida silvestre s'està convertint en un problema. Cases i viles residencials s'han construït il·legalment dins dels límits de l'àrea protegida del bosc. Aquests desenvolupaments limita a la fauna a estrets passadissos, reduint la futura conservació i la capacitat de l'hàbitat. Estudis recents sobre la fauna mostren que la fauna, en particular els pocs tigres residents, estan afectades per l'activitat humana prop del centre del parc. Aquest estudi no ha afectat a la política del govern sobre concessions d'allotjament privades dins del parc.

## Visitants

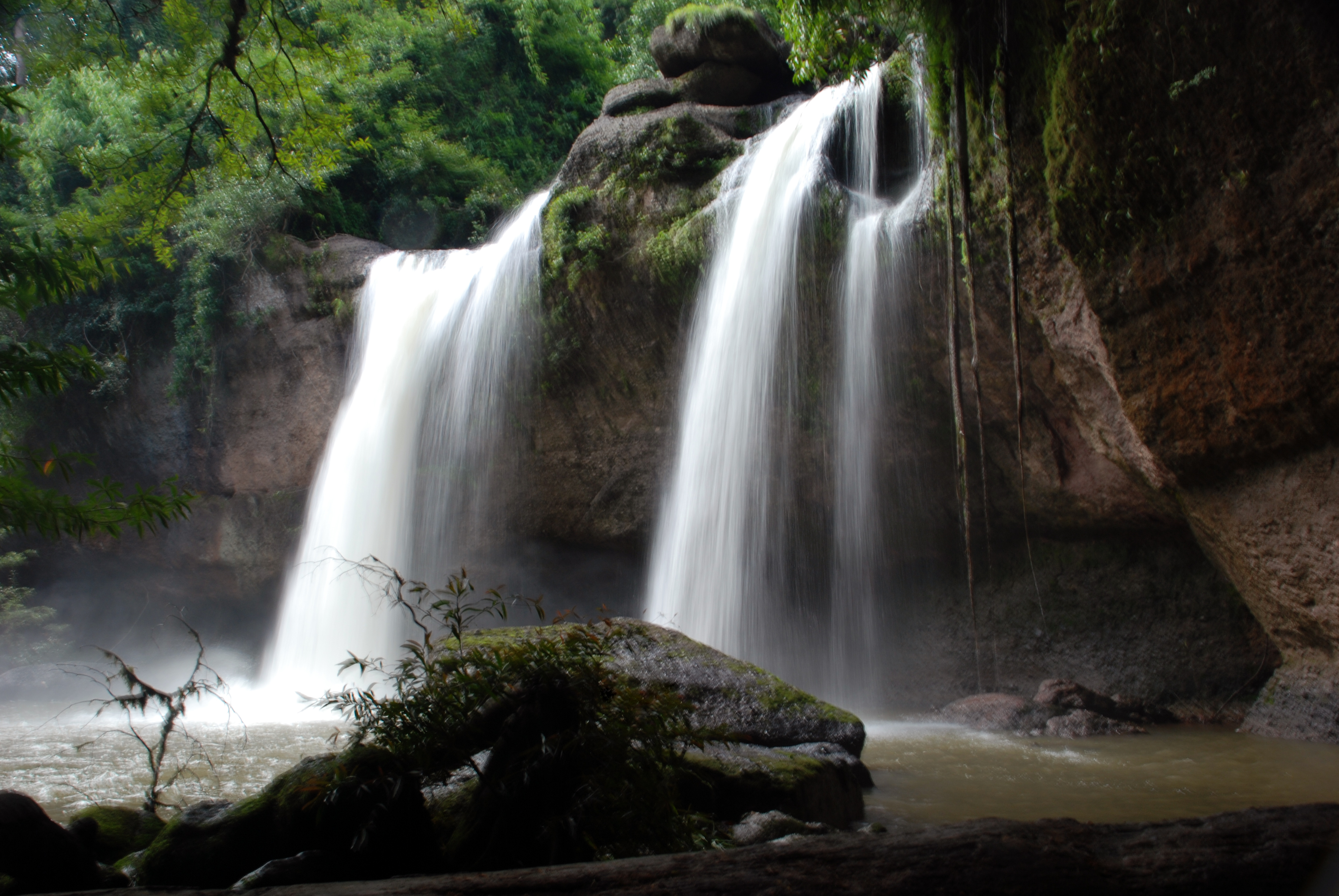
Cascada de Haeo Suwat

D'acord amb el Departament de Parcs Nacional (DNP), que gestiona el parc, els visitants de Khao Yai han augmentat de 671.569 el 2008 a més de 1,2 milions l'any 2016. Durant un dels seus períodes de major activitat, la setmana de Cap d'Any del 30 de desembre - 3 de gener del parc va atraure a 156,574 visitants. Van deixar més de 23 tones de residus darrere seu. El parc és sovint visitat per viatgers de Tailàndia del Nord-est i de Bangkok, pels quals existeixen uns 50 km de camins per als excursionistes.
El cost de l'entrada és de 400 baht per als estrangers que no posseeixin permís de treball i de 20 per als tailandesos. Els menjars estan disponibles en concessions privades dins del parc. Els animals a la vista en general estan limitats als cérvols i els gats civet, i només rares vegades inclouen als elefants.

## Clima

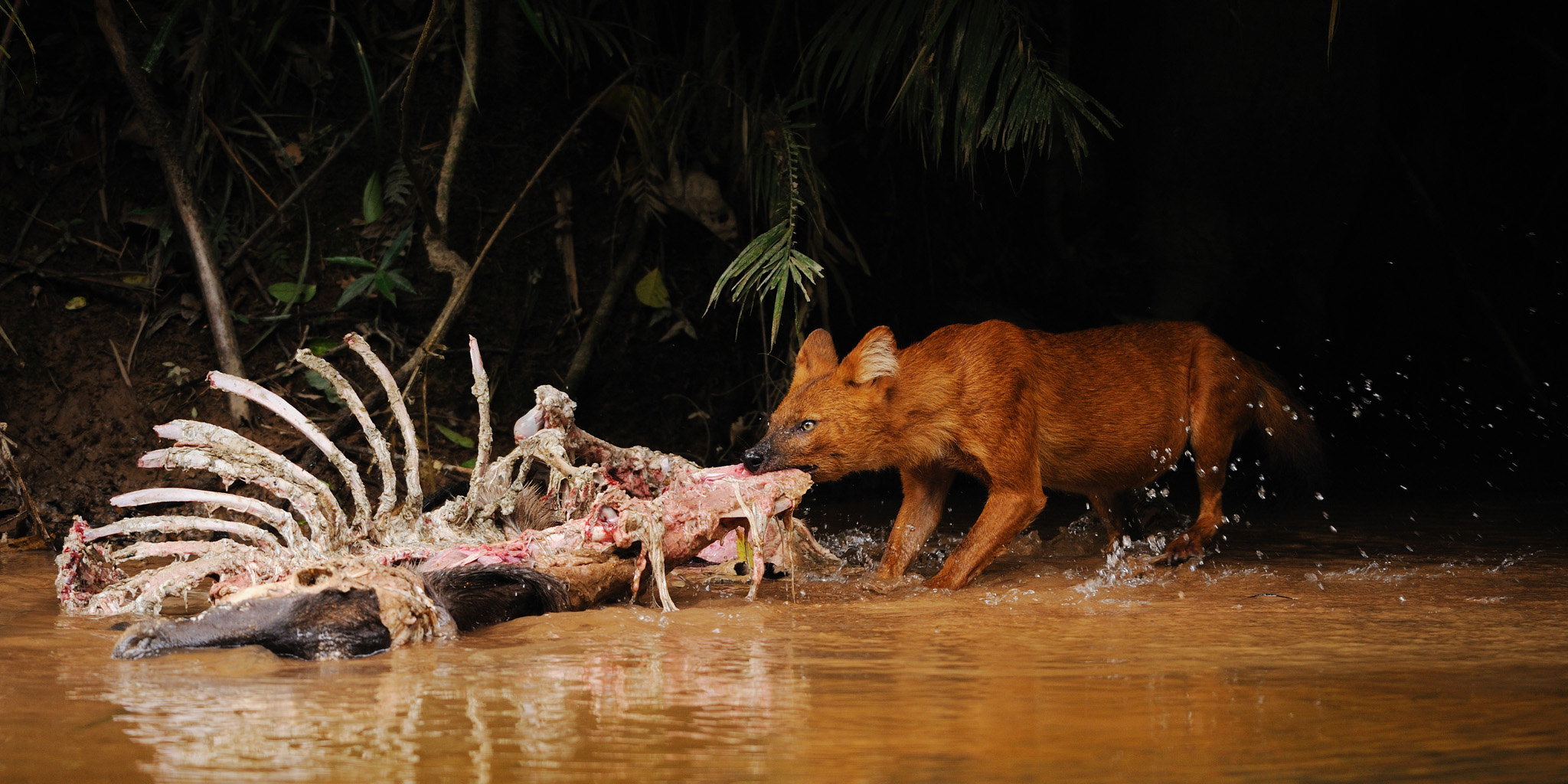
Un dole alimentant-se a Khao Yai

El Parc Nacional Khao Yai té tres estacions principals, amb una temperatura mitjana anual de 23° centígrads, encara que això varia molt amb les estacions.
- La temporada de pluges (maig a octubre): La majoria dels dies tenen altes taxes de precipitació. L'ambient és humit, amb temperatures mitjanes de 27 °C durant el dia caient a 13 °C a la nit. Rierols a flux màxim.
- Temporada freda (novembre-febrer): cel serè, assolellat i fresc. Les temperatures mitjanes de 22 °C durant el dia i 10 °C a la nit. Bon moment per practicar el senderisme.
- Temporada calenta (març-abril): humit amb temperatures diürnes de 20-30 °C i 17 °C a la nit.

## Geologia

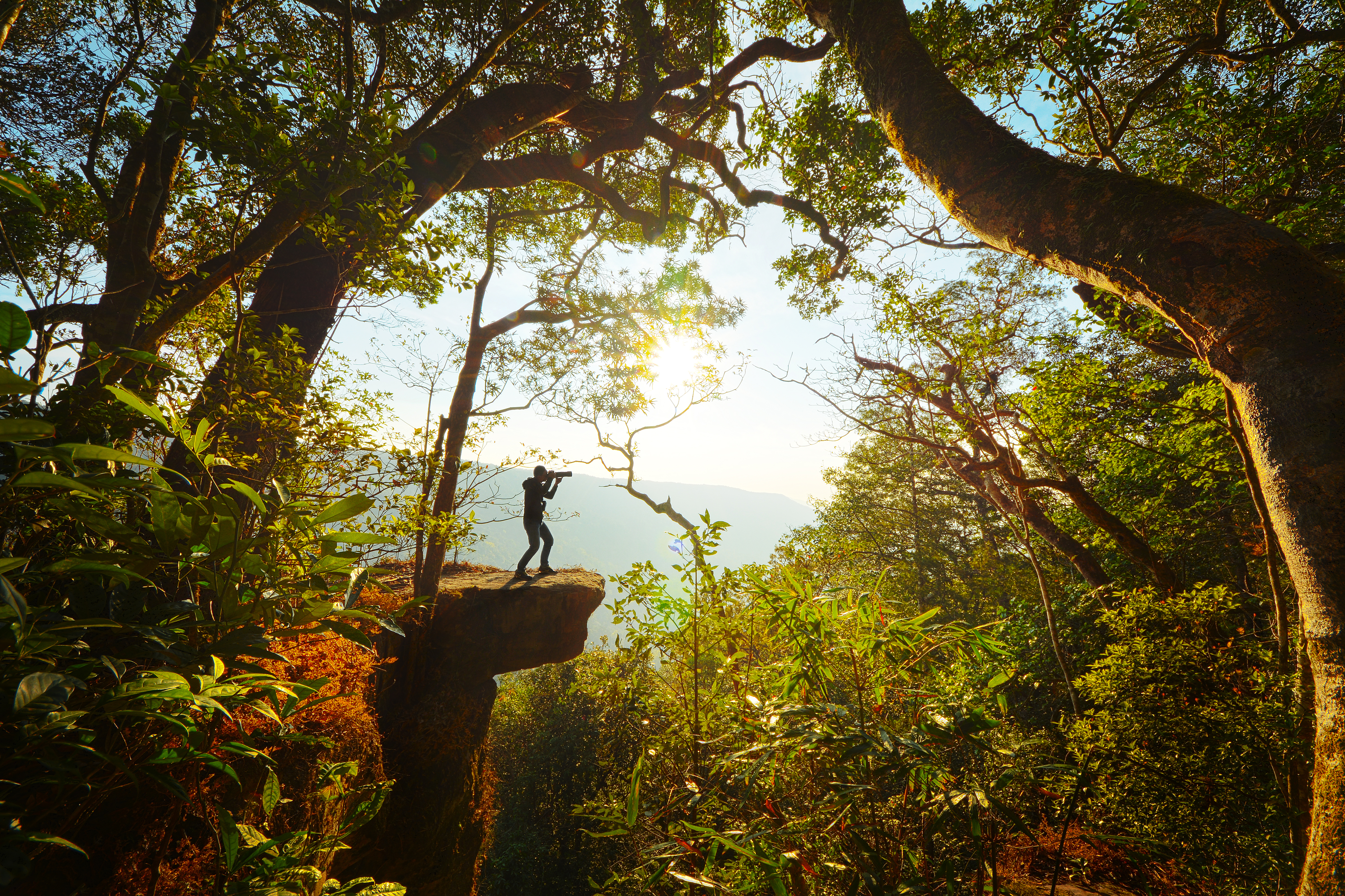
Pha Diao Dai

La Pedra calcària és present cap a l'extrem oriental del parc, prop de les Muntanyes Dângrêk. Hi ha afloraments de gres al sud i al nord del parc. Pissarres i esquist també hi són presents. Al sud, es poden trobar forts pendents fets de granit i es veuen conglomerats.

## Drenatge
Hi ha quatre àrees de drenatge al parc, que són vitals per a la captació de quatre sistemes fluvials. El riu Lam Takhong drena des de la zona central de Khao Yai i s'evacua en una direcció nord-est cap a la Mekong. El sistema de desguassos del riu riuSai Yai, de la conca oriental, gira bruscament cap a les planes del sud i el Golf de Tailàndia. El del sistema de desguàs de la conca del riu Nakhon Nayok marxa en direcció sud-oest cap la Província de Nakhon Nayok al sud. El sistema de drenatge del Saraburi drena cap a l'oest des de l'extrem oest de Khao Yai.

## Fauna
Khao Yai és la llar d'una gran varietat d'animals. És un dels pocs llocs a Tailàndia, on els elefants salvatges encara sobreviuen. Són vistos amb regularitat i són una important atracció turística. Entre d'altres animals que s'hi poden trobar s'hi inclouen gibons, macacos de cua de porc i cérvols.
A principis de l'any 2017, es va anunciar que 18 tigres, entre ells cinc mascles, set famelles i sis cadells, van ser filmats per càmeres de vigilància del parc patrimoni mundial de Khao Yai- Dong Phaya al juny del 2016 i de febrer del 2017, en un esforç conjunt del Departament de Parcs nacionals, la Fundació Freeland i la Panthera Corporation. L'última vegada que els tigres havien estat vistos per les càmeres de vigilància al Parc Nacional d'Khao Yai fou l'any 2002.

## Galeria d'imatges

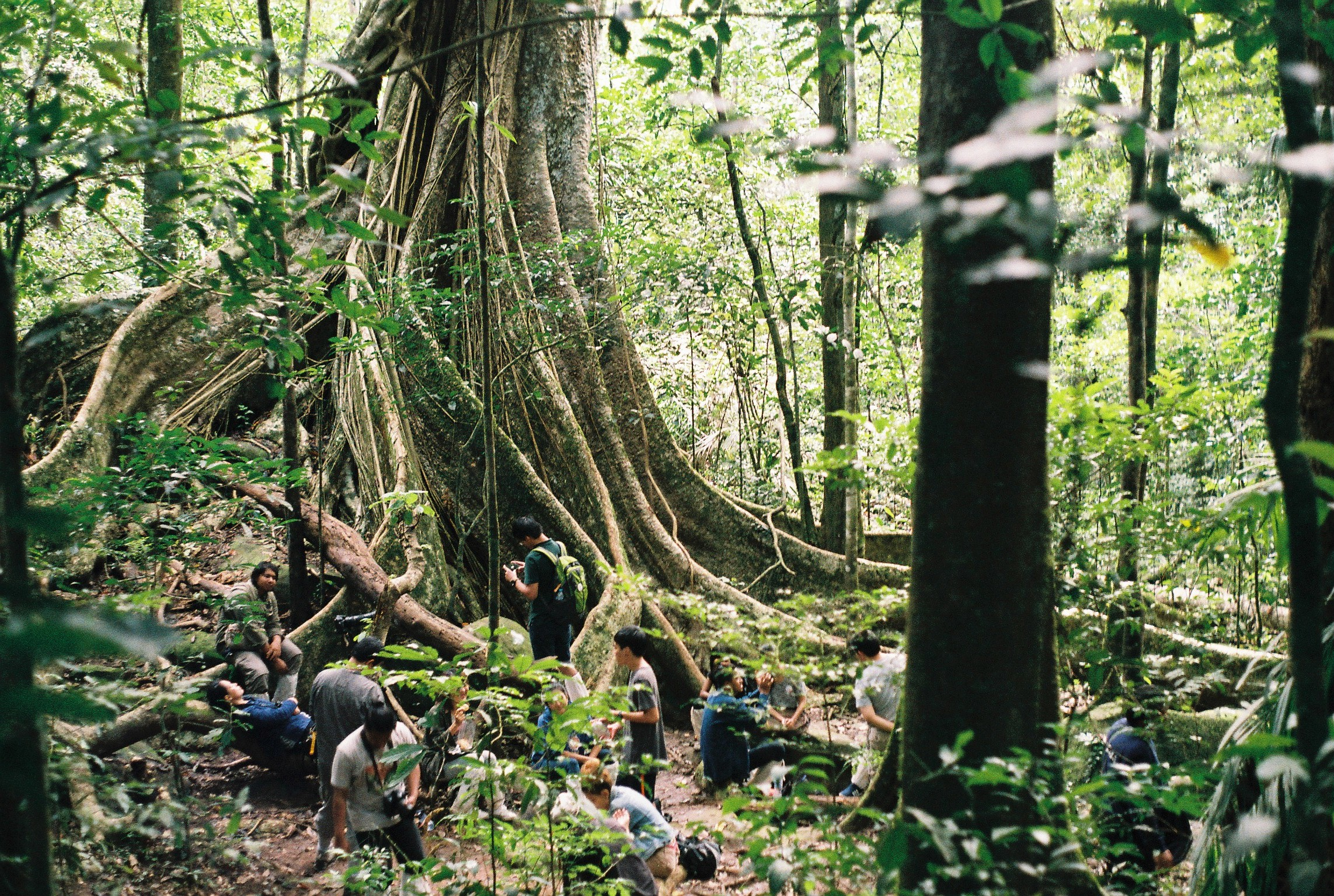
Visitants del parc Khao Yai
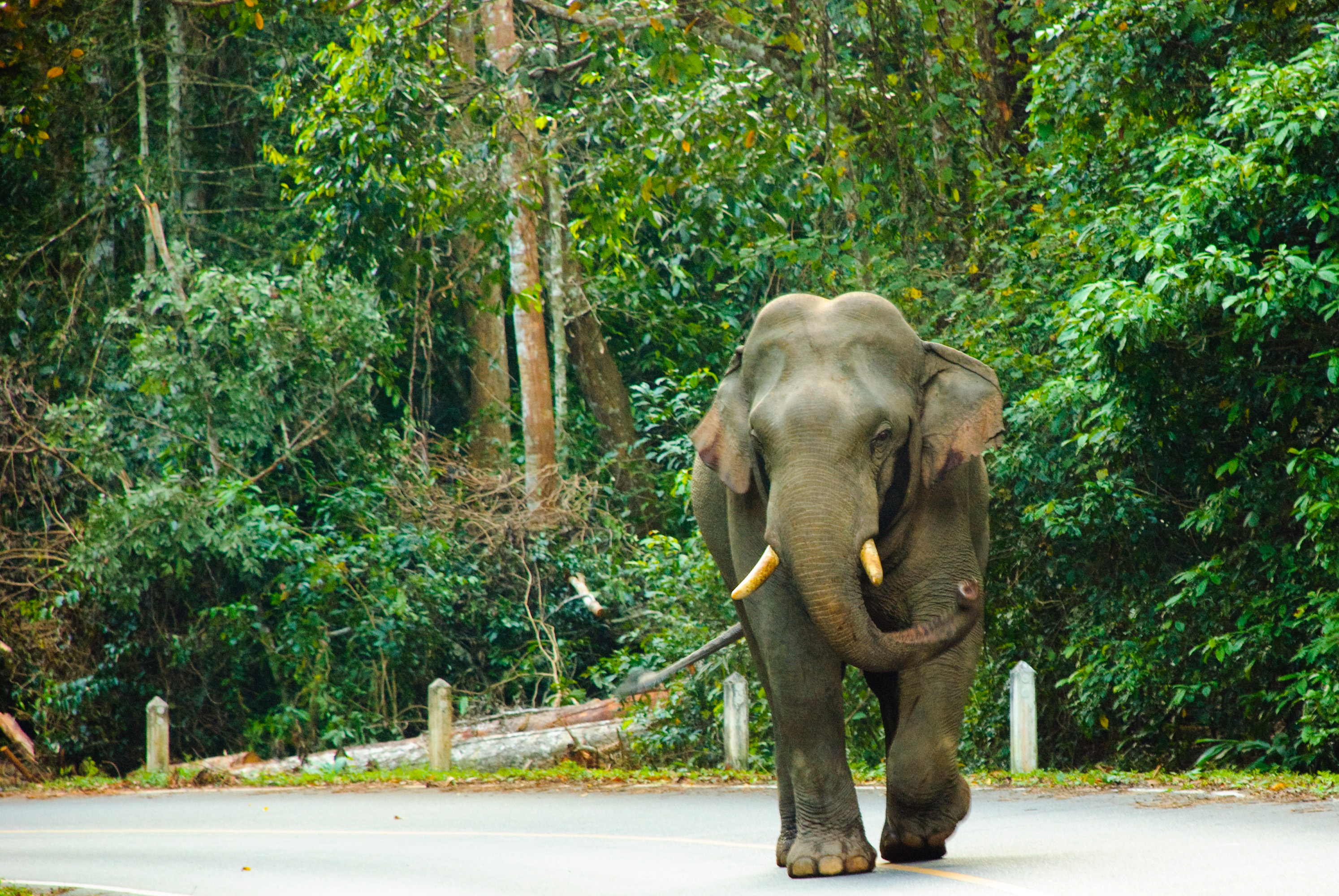
Elefant asiàtic
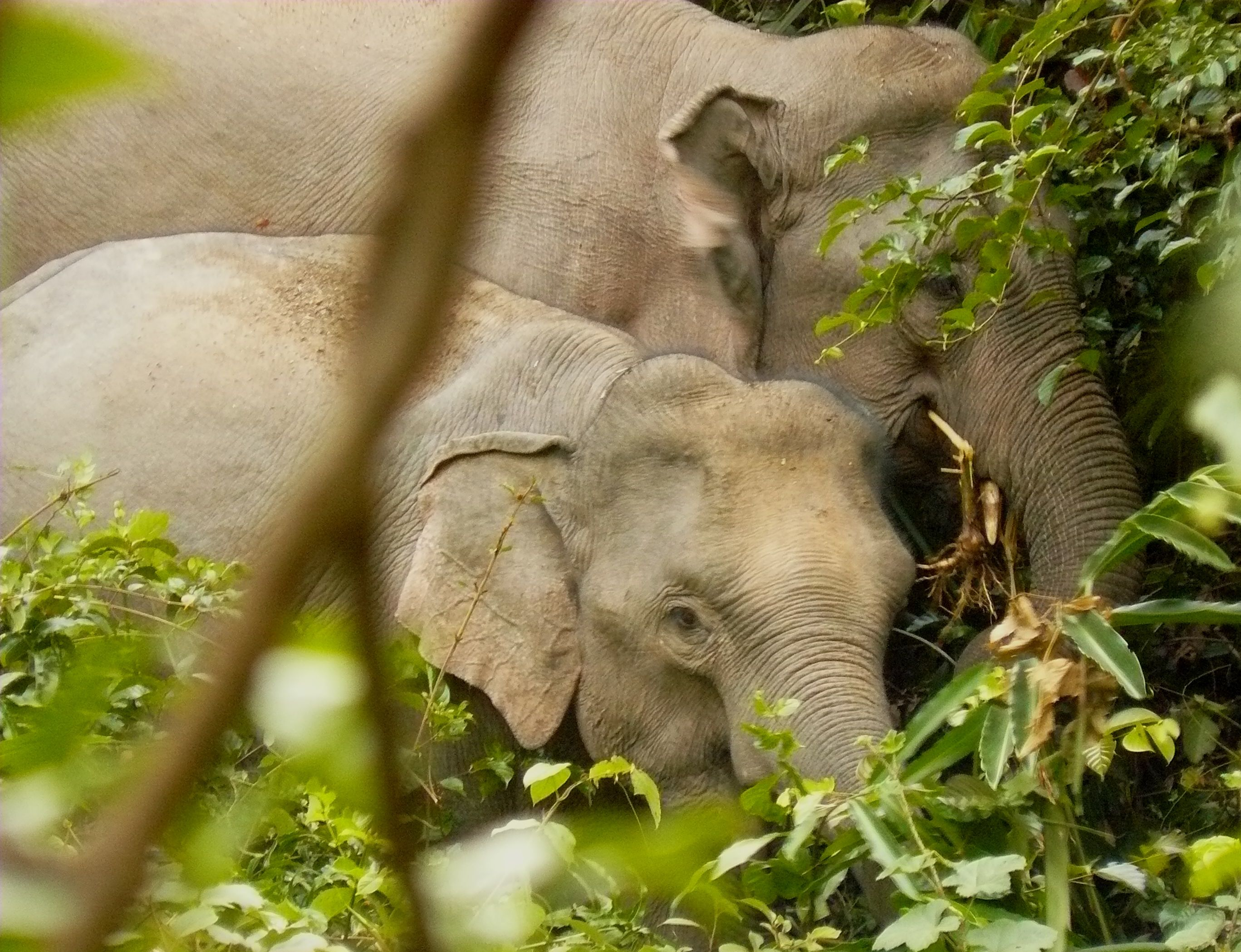
Elefants salvatges
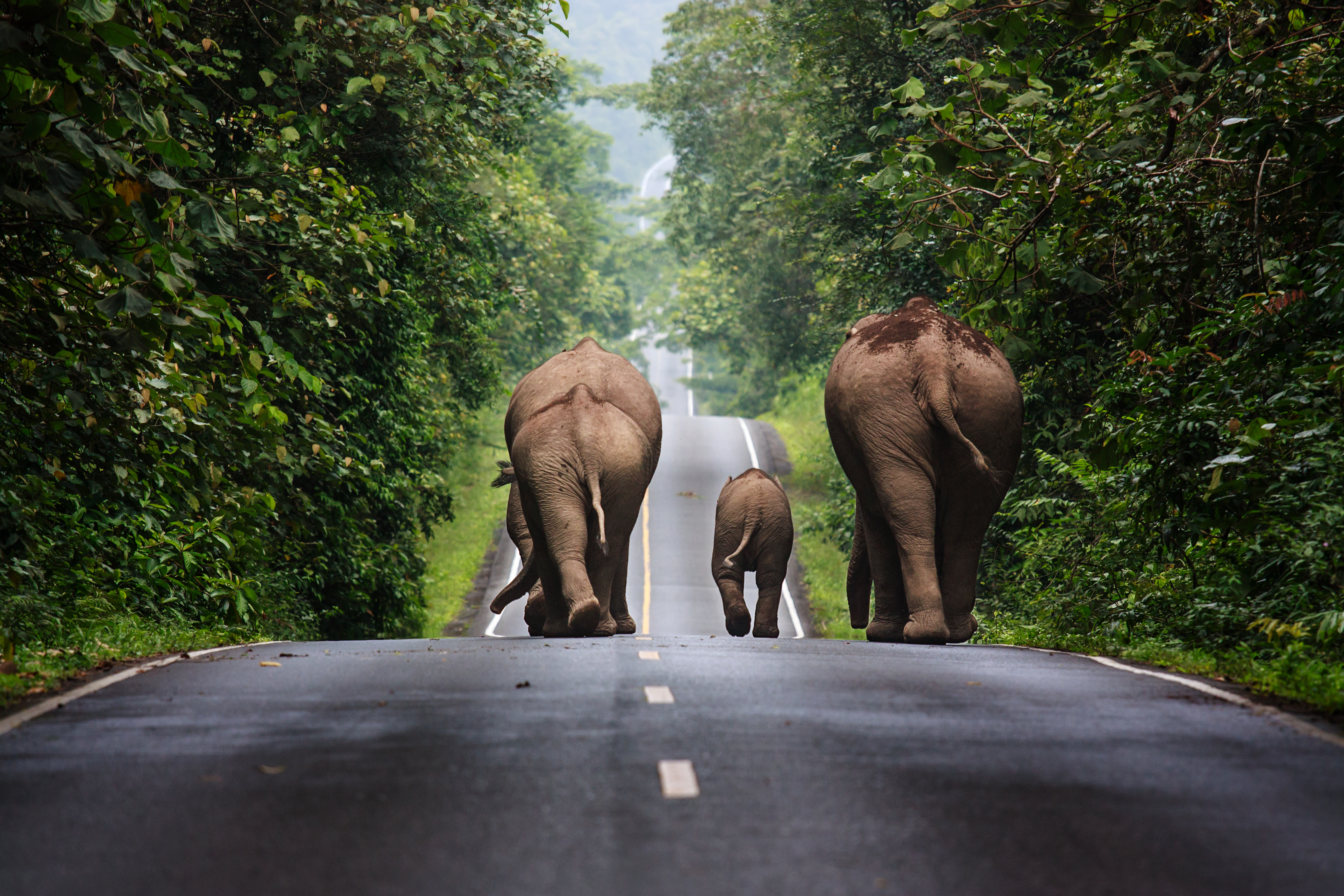
Elefants caminant per una carretera a la zona del Parc
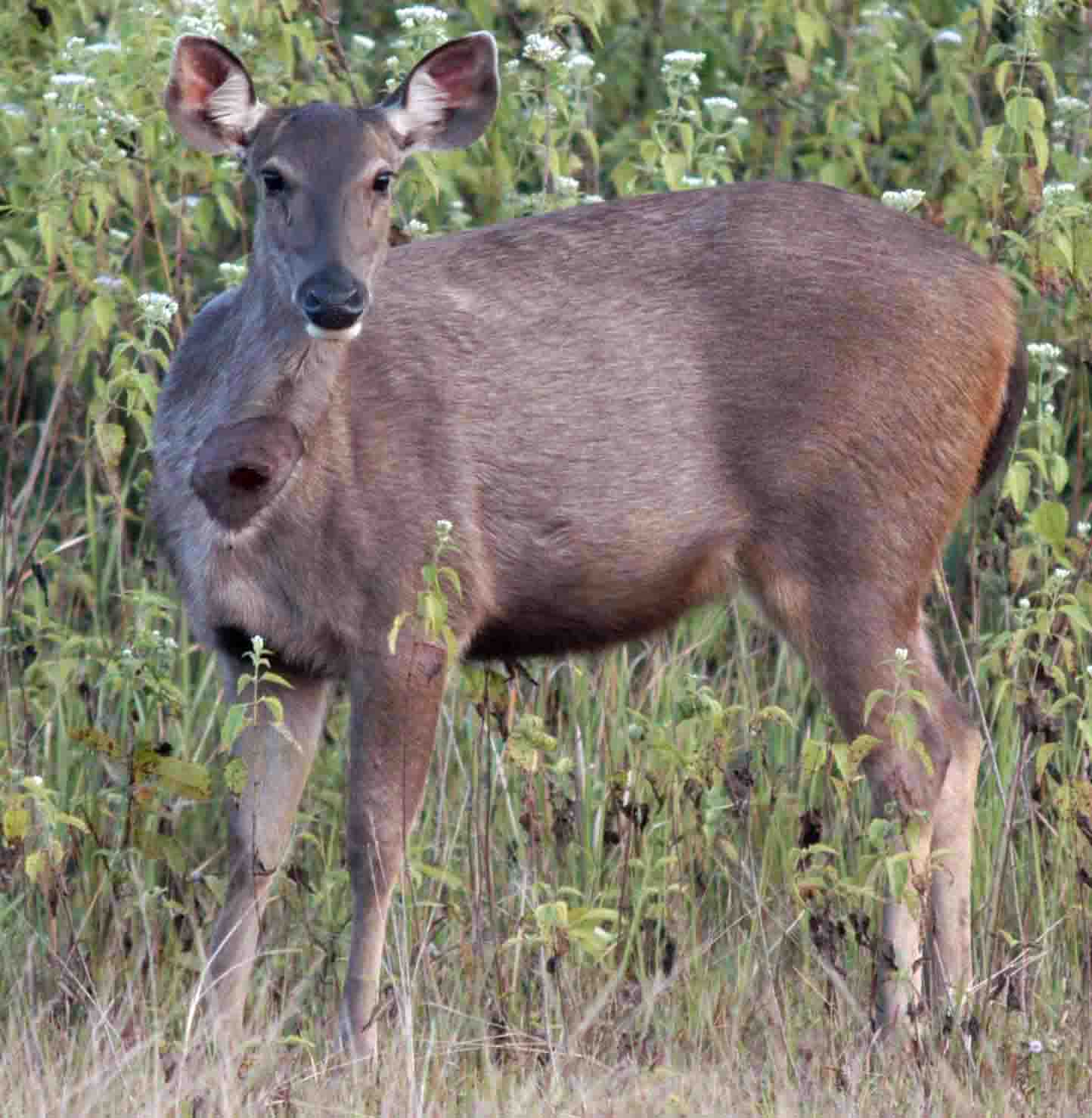
Cérvol sambar
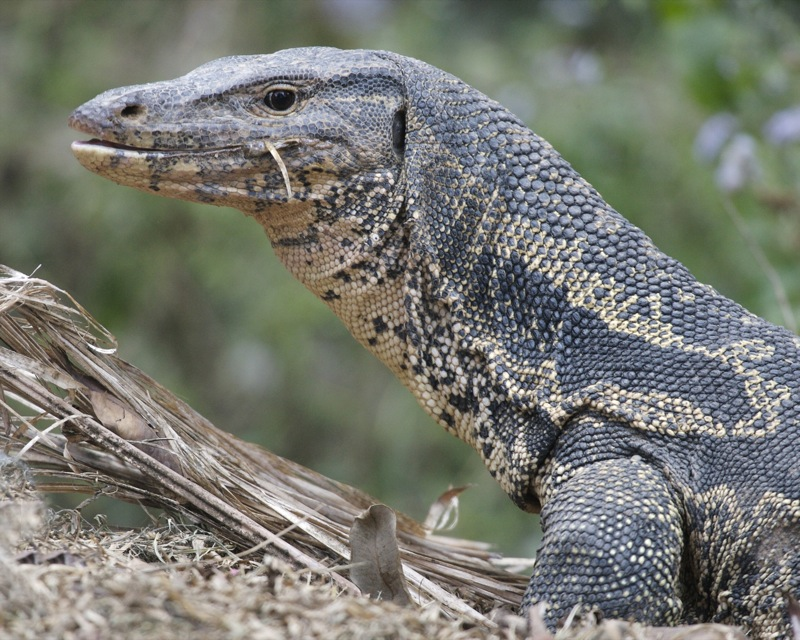
Varanus salvator
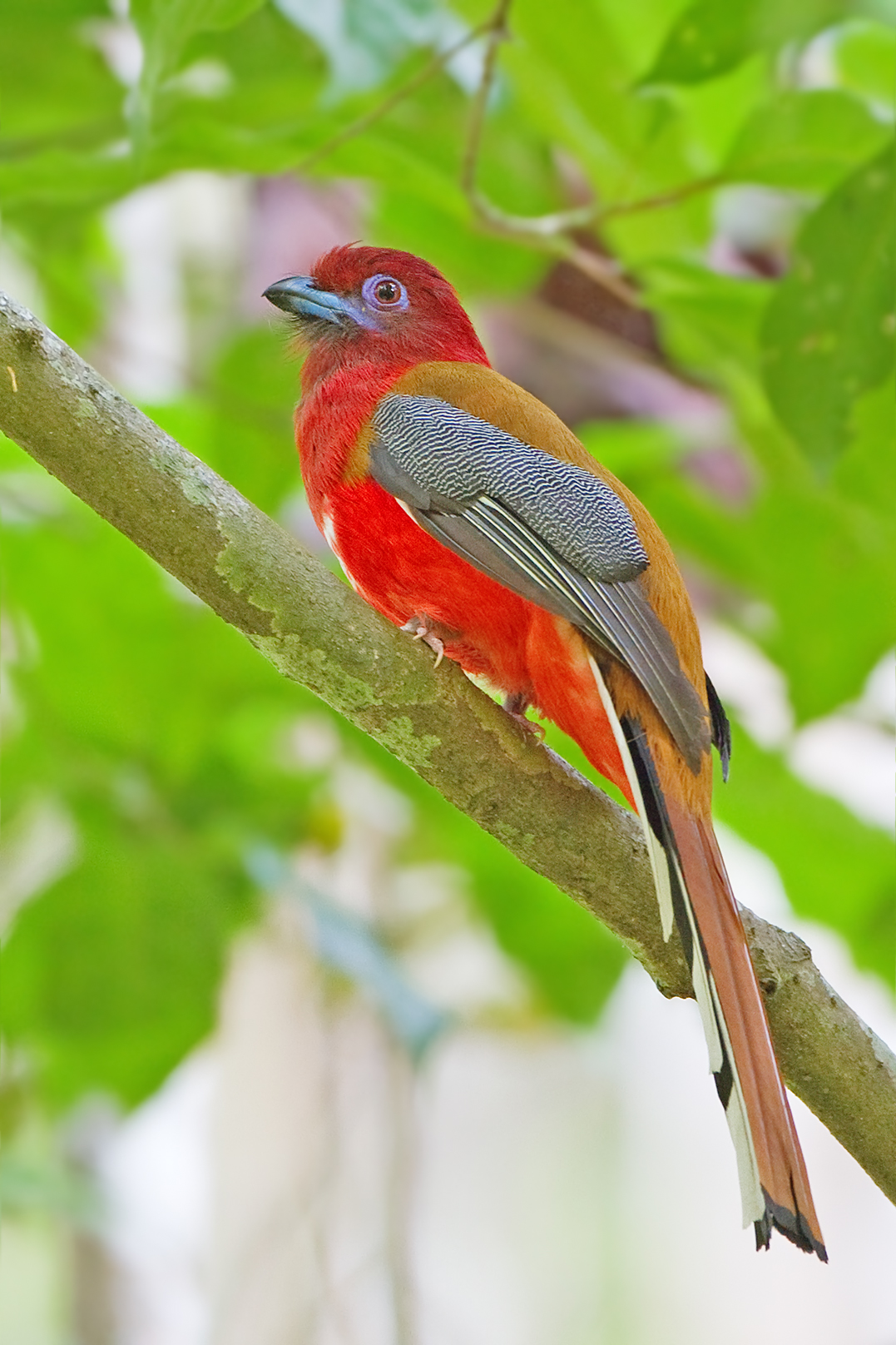
Harpactes erythrocephalus
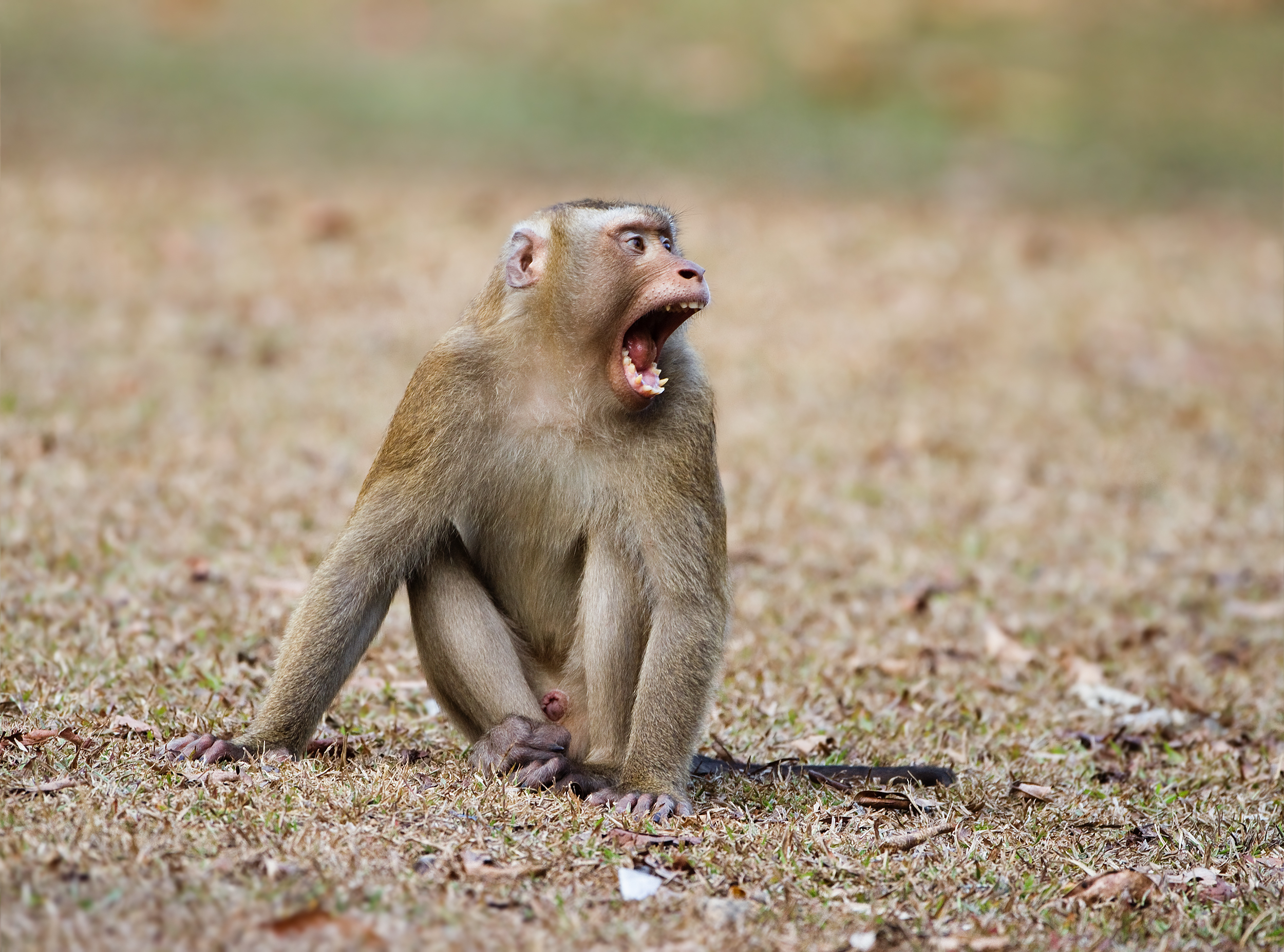
Macaco de cua de porc septentrional (Macaca leonina)
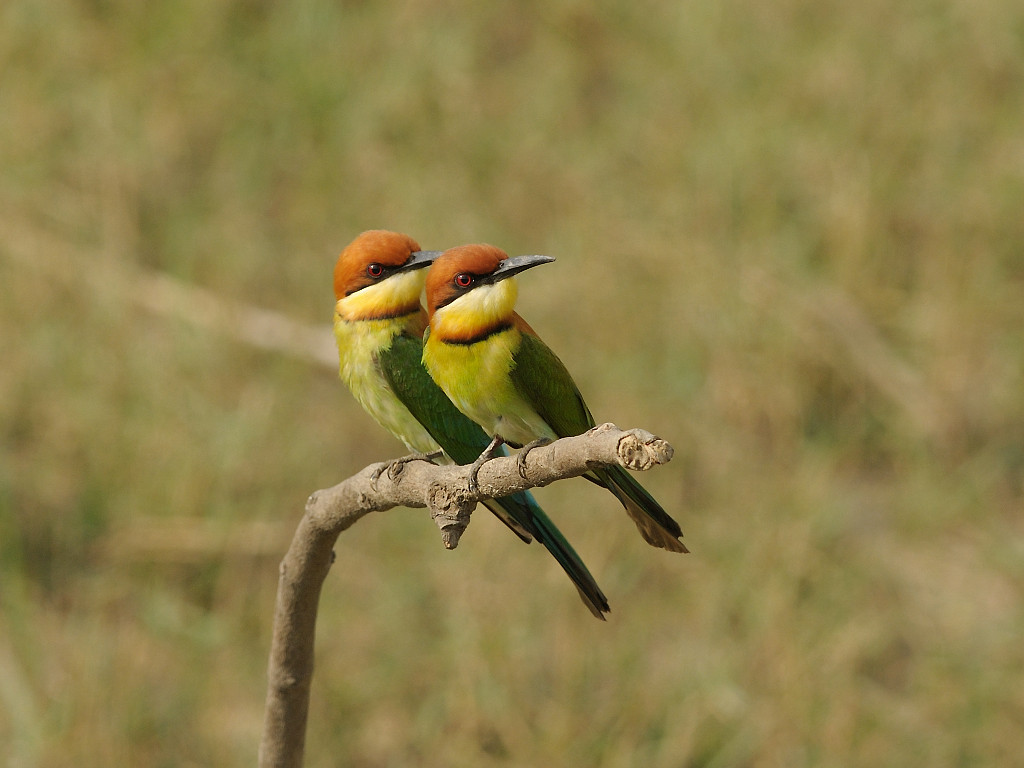
Abellerol cap-rogenc
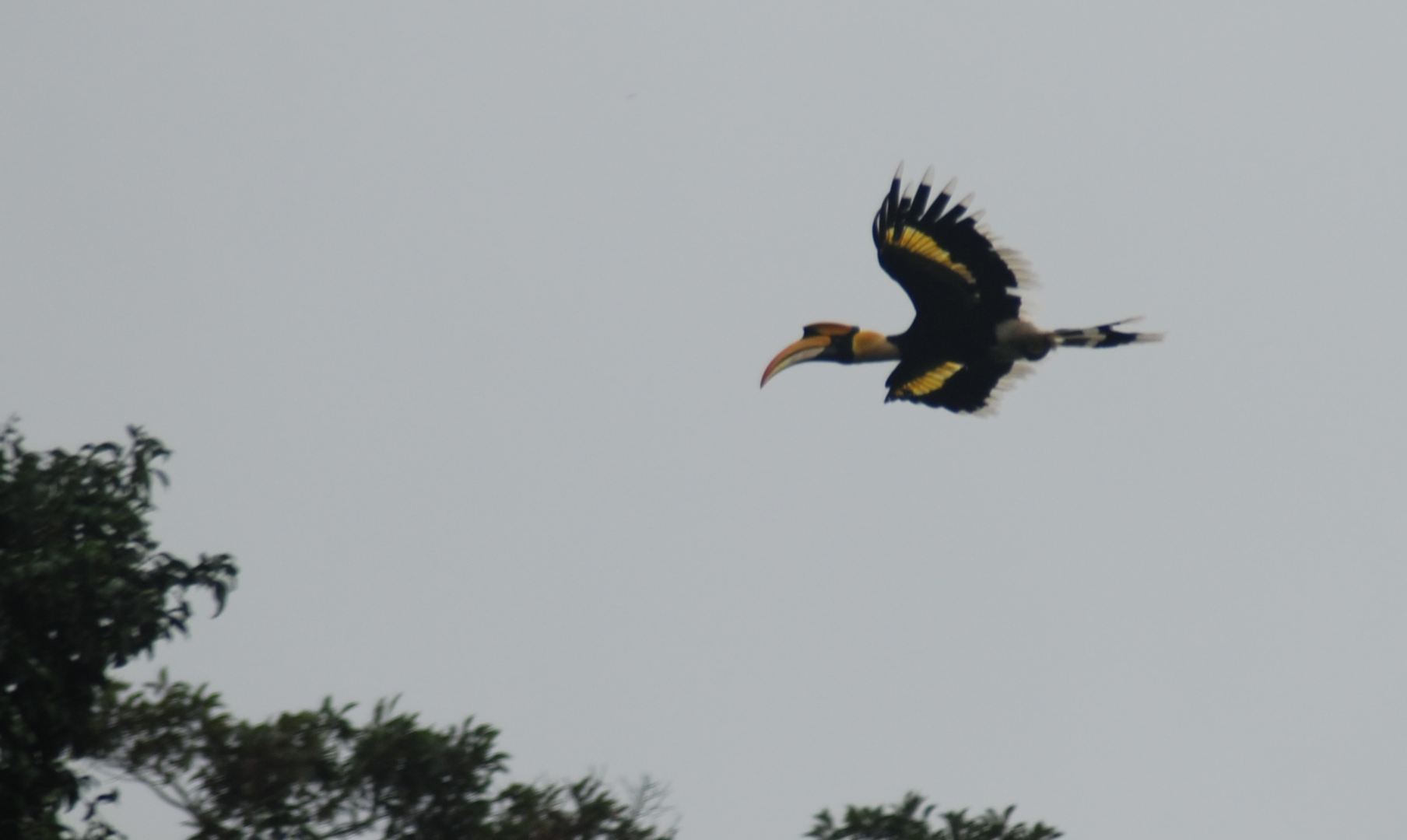
Calau bicorne
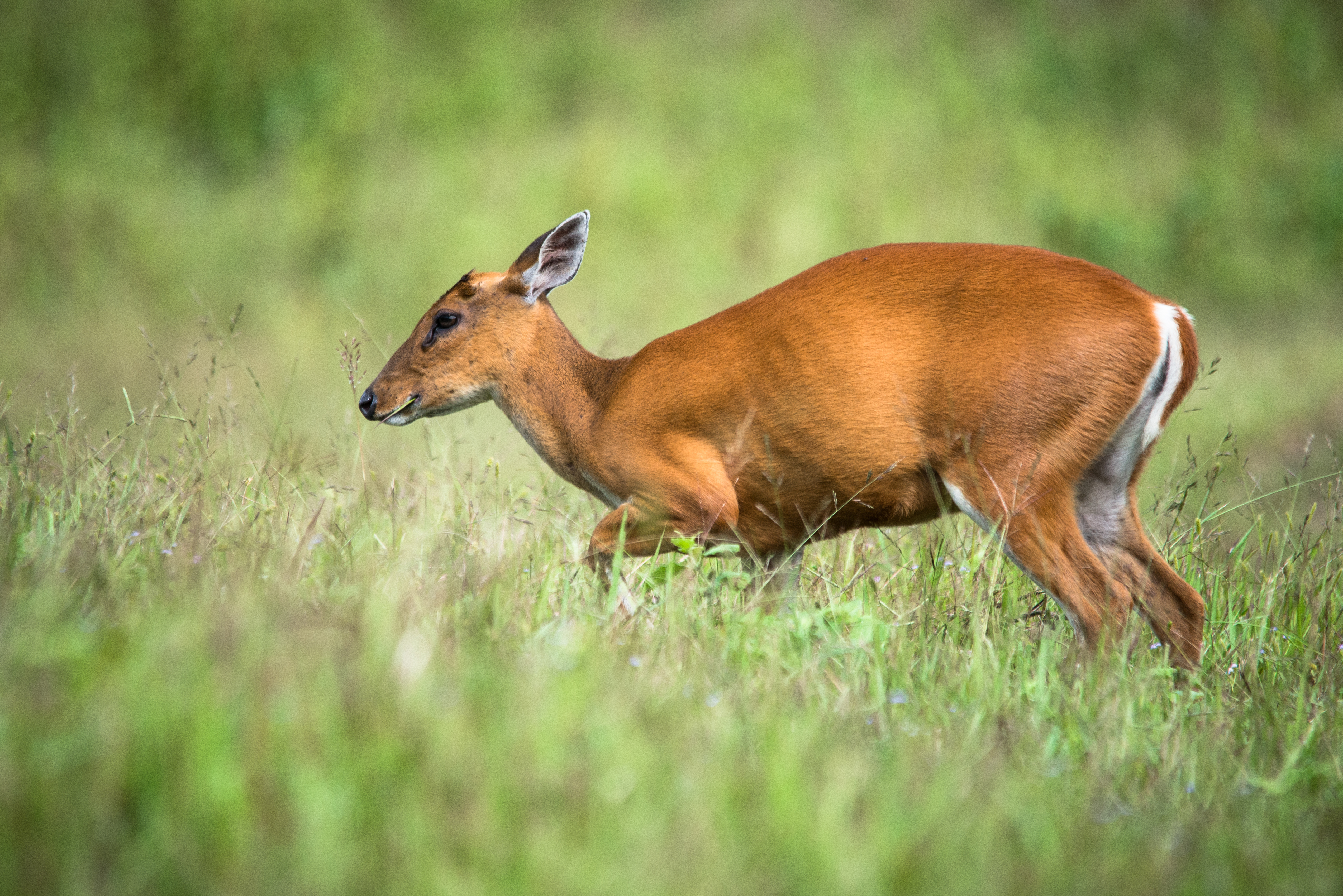
Muntjac comú
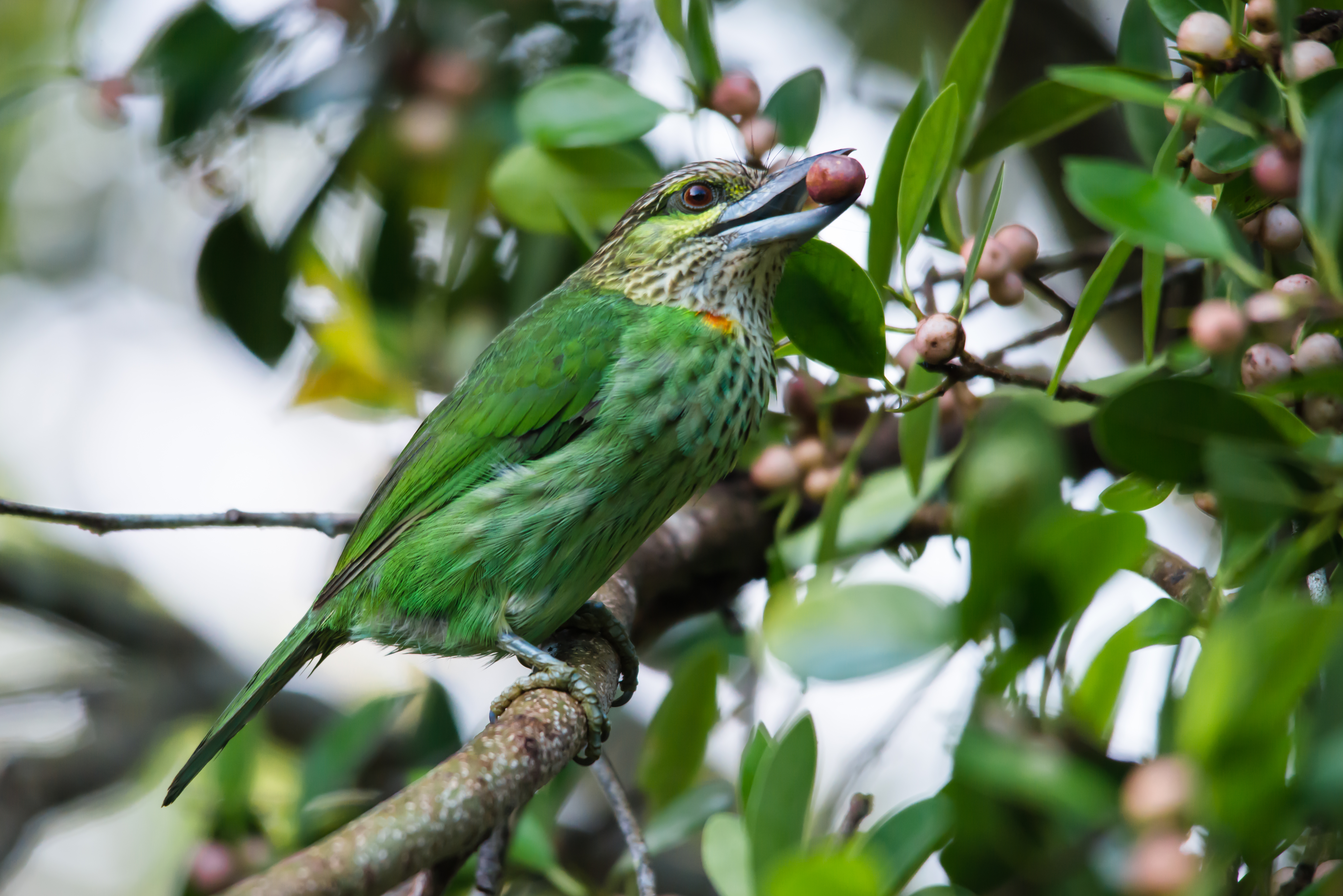
Megalaima faiostricta
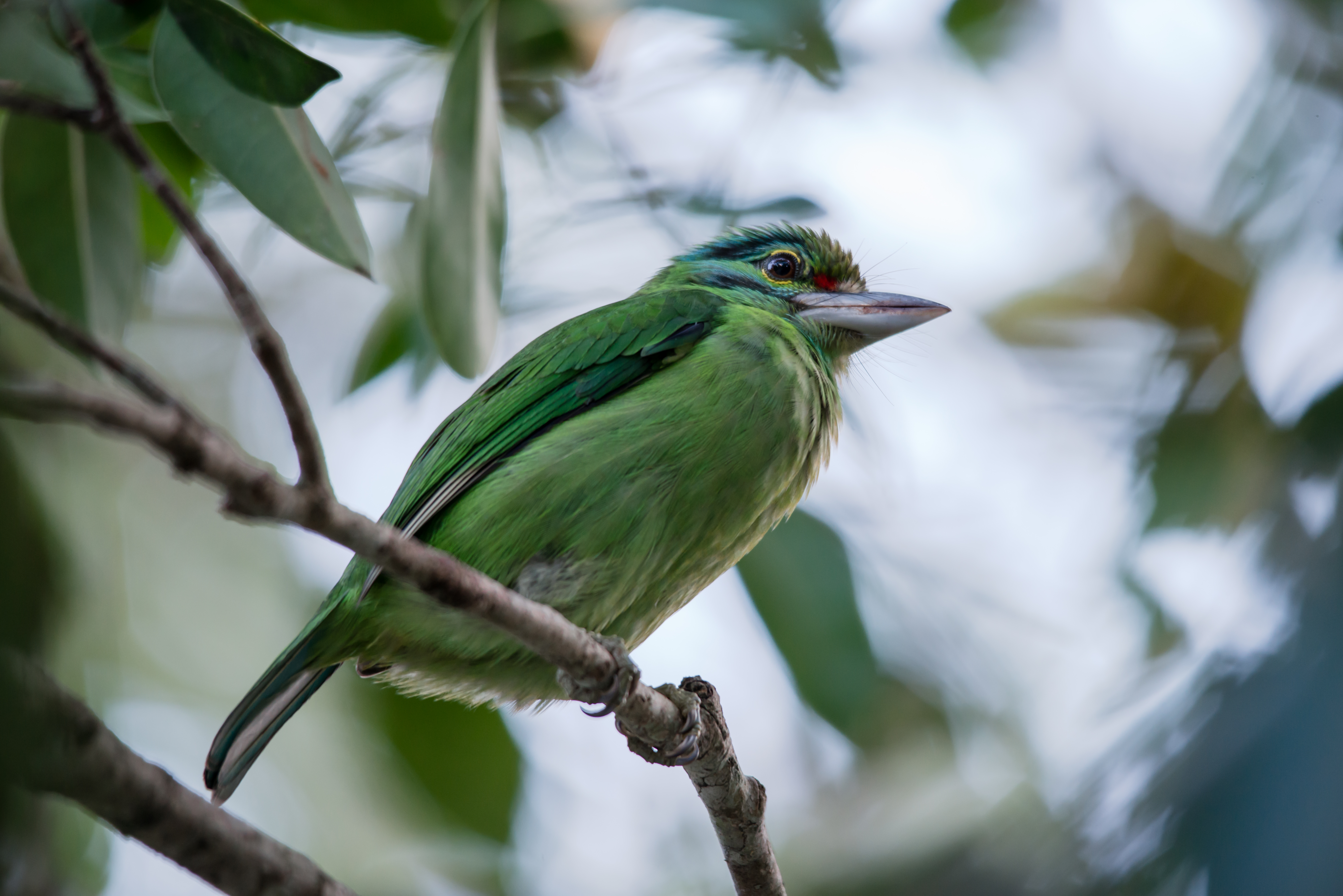
Psilopogon incognitus
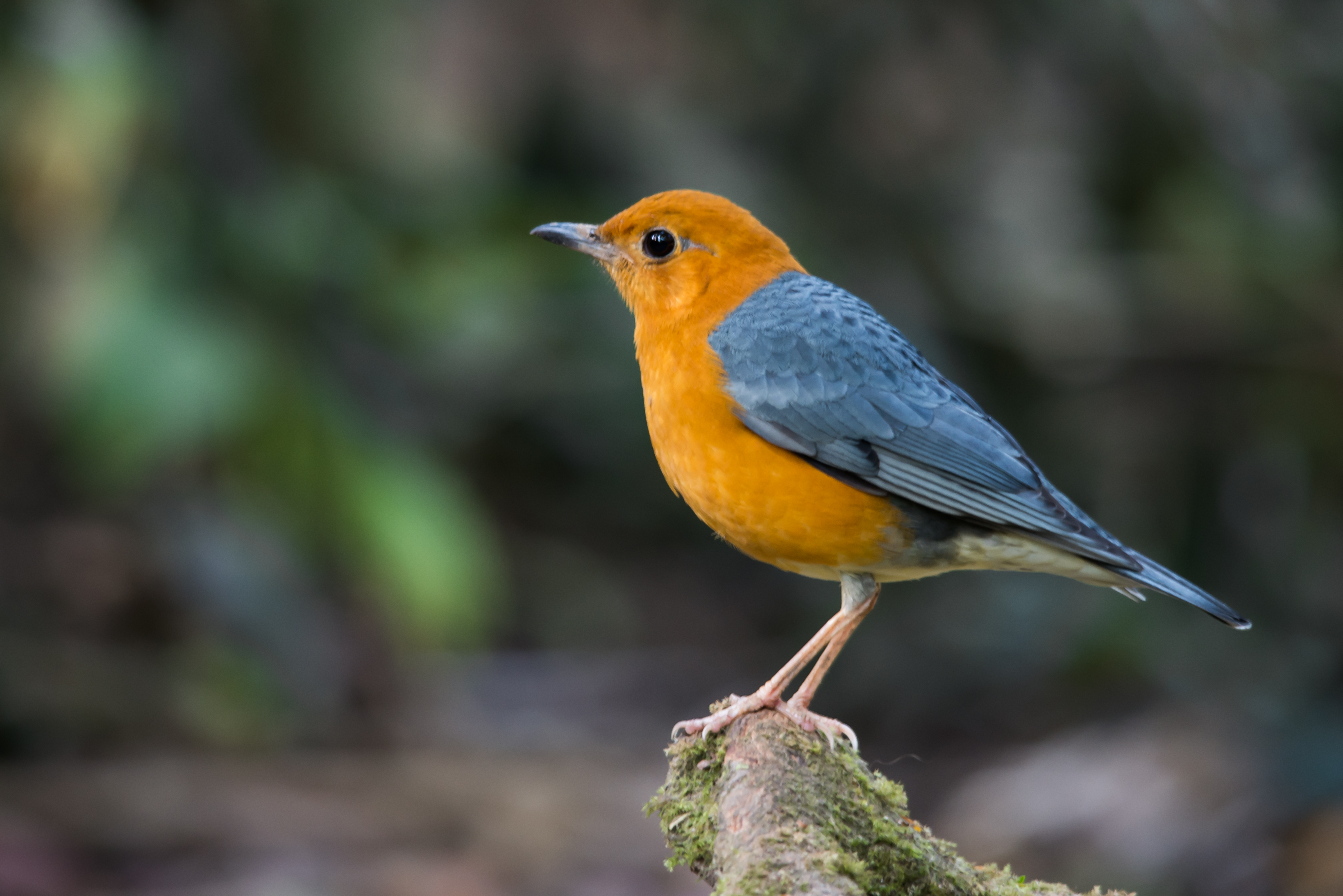
Geokichla citrina
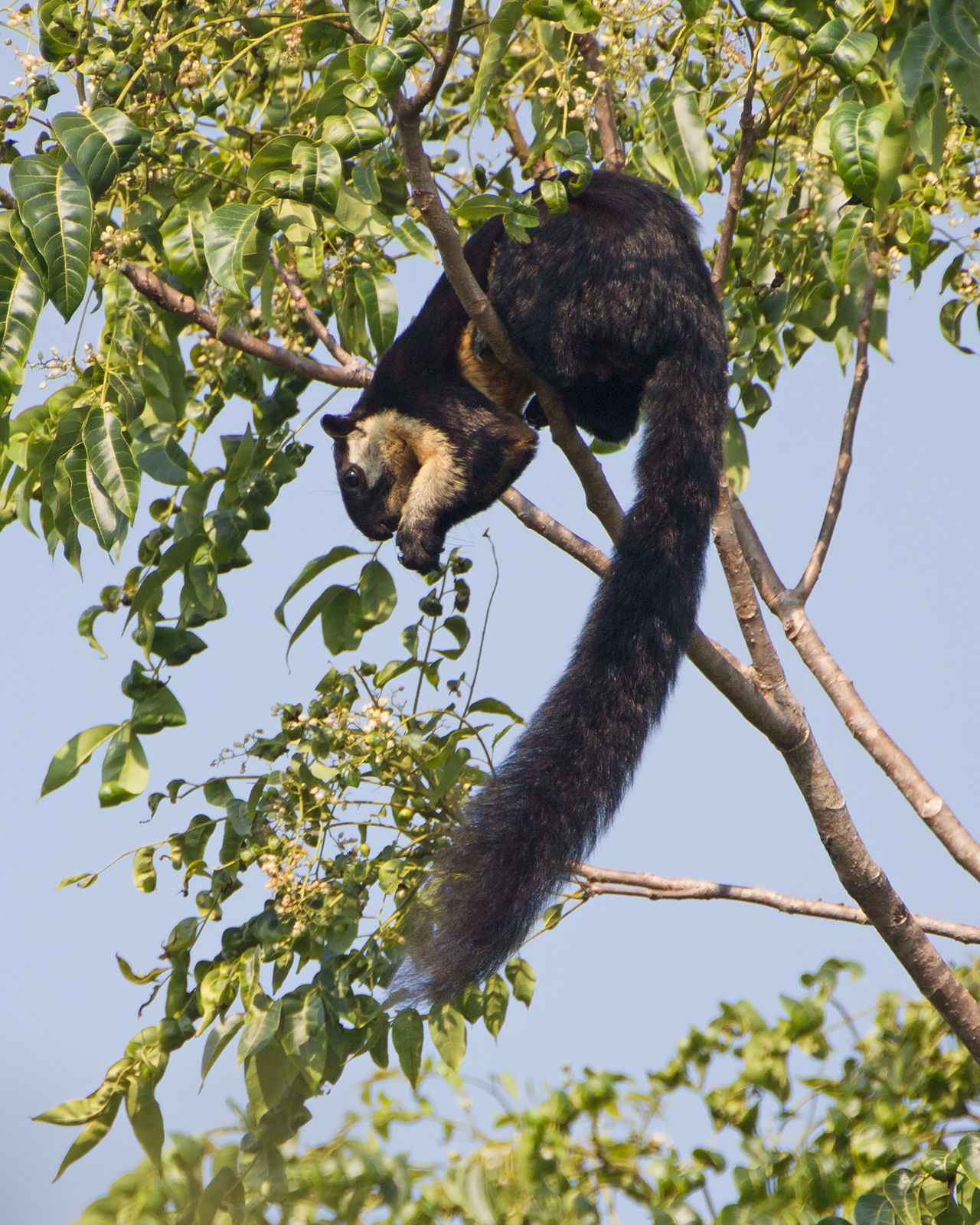
Esquirol gegant negre
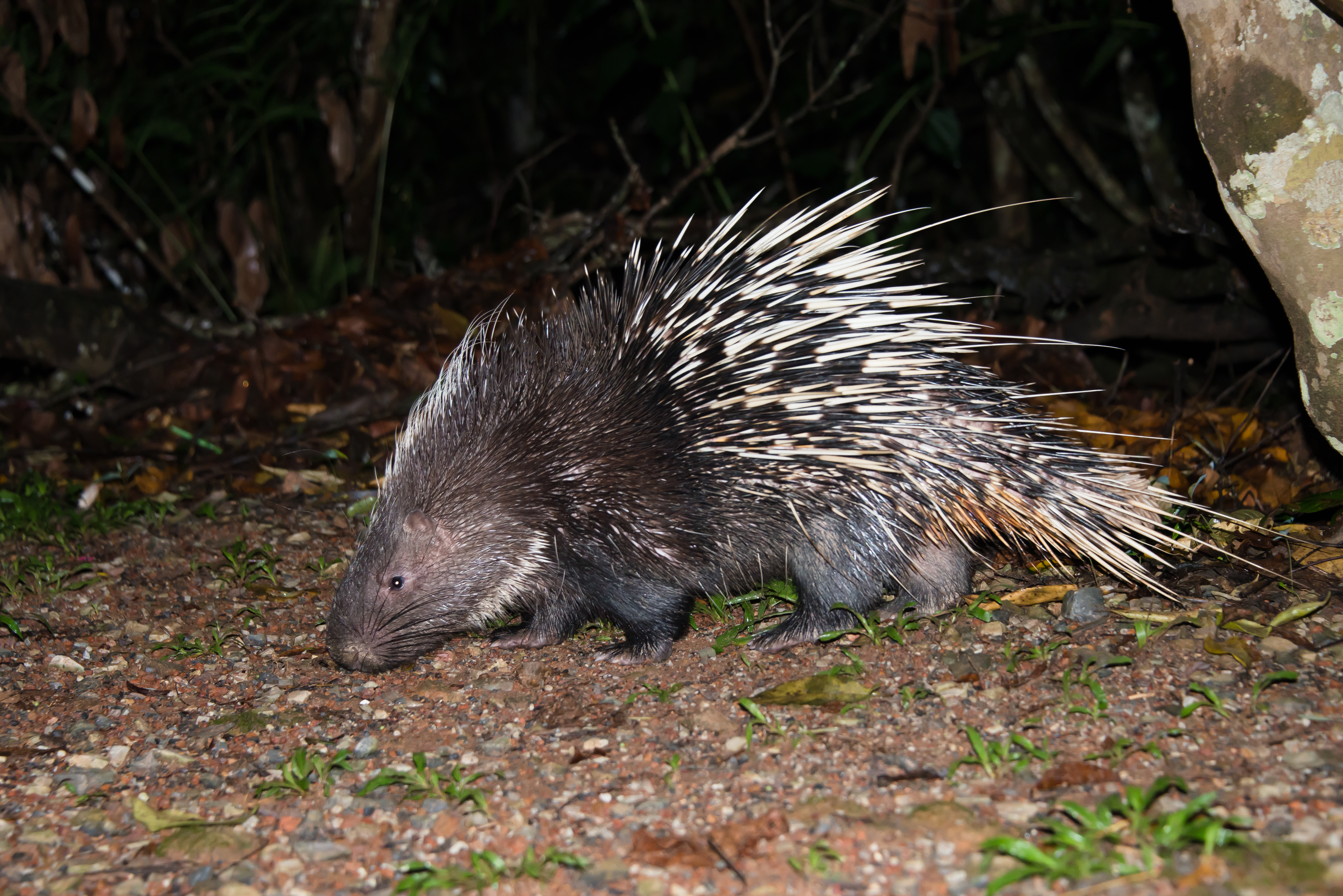
Hystrix brachyura, Porc espí de Malàisia
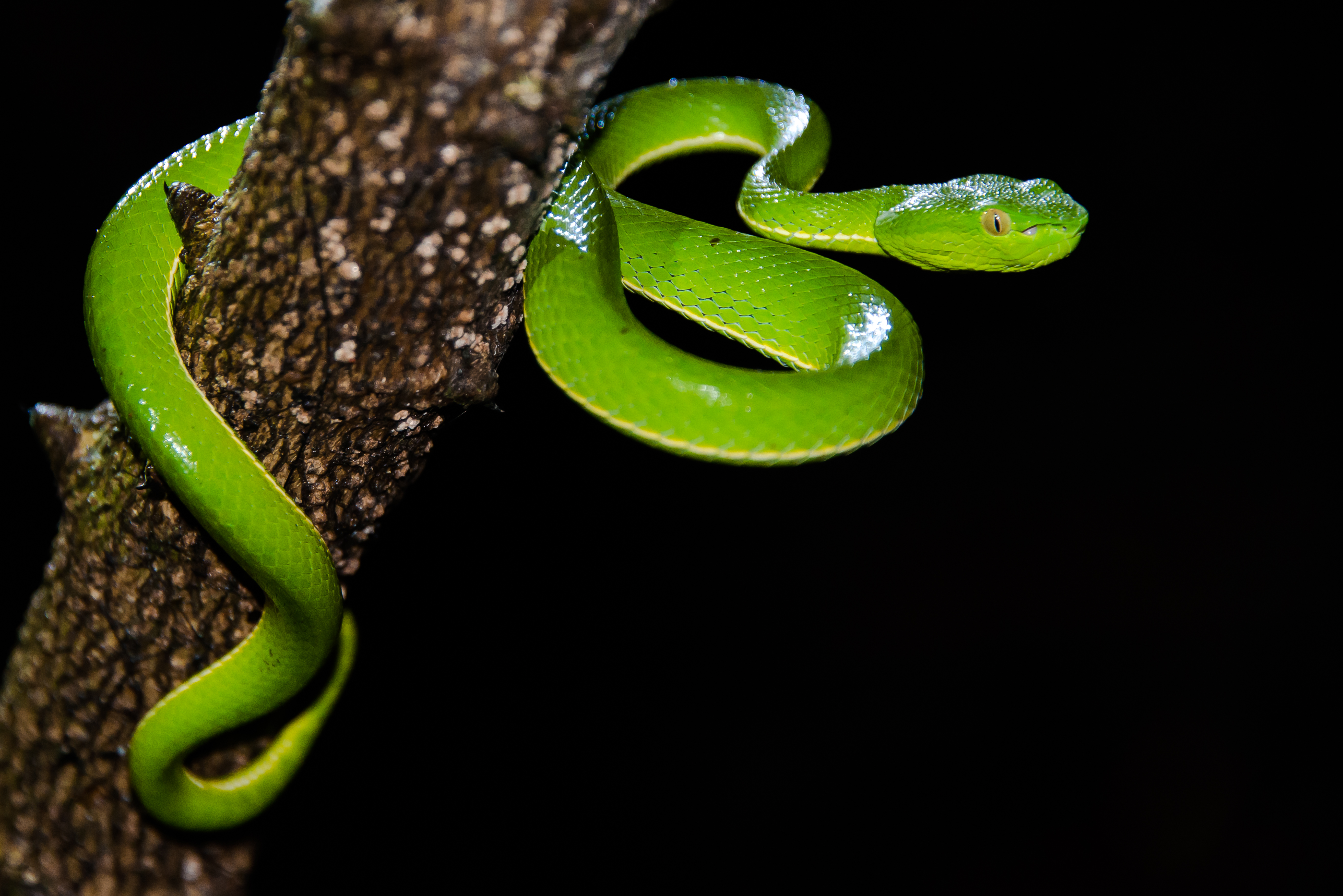
Una jove Trimeresurus vogeli (Víbora de Vogel)